# Glaciimonas frigoris
Glaciimonas frigoris es una especie de bacteria gramnegativa del género Glaciimonas. Fue descrita en el año 2016. Su etimología hace referencia a escarcha. Es aerobia y móvil por deslizamiento. Tiene un tamaño de 0,6-0,8 μm de ancho por 1,3-2,3 μm de largo. Forma colonias blancas, convexas y circulares en agar R2A. Temperatura de crecimiento entre 1-25 °C, aunque en caldo R2A puede crecer a -5 °C. No crece en agar TSA ni NA. Catalasa y oxidasa positivas. Tiene un contenido de G+C de 53%. Se ha aislado de sedimentos del permafrost en Siberia, Rusia.